# Bulu (Purwoasri)
Bulu is een bestuurslaag in het regentschap Kediri van de provincie Oost-Java, Indonesië. Bulu telt 2346 inwoners (volkstelling 2010).